# Dag Otto Lauritzen
Dag Otto Lauritzen (Grimstad, 22 settembre 1956) è un ex ciclista su strada norvegese.
Da dilettante nel 1984 vinse la medaglia di bronzo nella corsa su strada ai Giochi olimpici di Los Angeles. Professionista dal 1984 al 1994, vinse una tappa al Tour de France, una tappa alla Vuelta a España e un Gran Premio di Francoforte.

## Carriera
Attivo con il Glåmdal Cykleklubb, da dilettante nel 1983 vinse il titolo nazionale nella specialità della cronometro a squadre, mentre nel 1984 si aggiudicò una tappa all'Österreich-Rundfahrt e il titolo nazionale in linea di categoria. Fu sedicesimo ai mondiali del 1983, mentre l'anno dopo, precisamente il 29 luglio 1984, fece suo il bronzo olimpico a Los Angeles nella gara in linea vinta da Alexi Grewal.
Passò professionista nell'agosto del 1984, dopo i Giochi, con la Peugeot di Roland Berland e Roger Legeay conquistando, nelle due stagioni successive, il Grand Prix de Peymeinade del 1985 e una tappa al Postgirot Open in Svezia nel 1986. Nel 1987 passò alla 7-Eleven, vincendo in stagione la Rund um den Henninger-Turm a Francoforte sul Meno, la Redlands Bicycle Classic (con due vittorie di tappa) e una tappa al Tour de France, quella pirenaica con arrivo a Luz-Ardiden. Nel 1989 vinse il Tour de Trump negli Stati Uniti e fu terzo al Giro delle Fiandre; nel 1992 fece suo il Giro di Norvegia, con tre successi di tappa.
Nel 1993 passò alla TVM, con cui vinse nello stesso anno una tappa alla Tre Giorni di De Panne, una tappa alla Vuelta a España e una tappa al Tour of Britain. Si ritirò al termine della stagione 1994. Partecipò a otto edizioni del Tour de France, due della Vuelta a España e due del Giro d'Italia, nonché a undici campionati del mondo consecutivi.

## Palmarès
- 1983 (Dilettanti)

Nordisk Mesterskab
Roserittet G.P.
- 1984 (Dilettanti)

9ª tappa Österreich-Rundfahrt (Linz > Vienna)
Campionati norvegesi, Prova in linea
Nordisk Mesterskab
- 1985 (Peugeot-Shell-Michelin, una vittoria)

Grand Prix de Peymeinade
- 1986 (Peugeot-Shell-Michelin-Velo Talbot, una vittoria)

7ª tappa Postgirot Open (Stoccolma > Stoccolma)
- 1987 (7-Eleven, cinque vittorie)

Rund um den Henninger-Turm
1ª tappa Redlands Bicycle Classic
2ª tappa Redlands Bicycle Classic
Classifica generale Redlands Bicycle Classic
14ª tappa Tour de France (Pau > Luz-Ardiden)
- 1989 (7-Eleven, una vittoria)

Classifica generale Tour de Trump
- 1990 (7-Eleven, una vittoria)

4ª tappa Tour de Trump
- 1992 (Motorola, quattro vittorie)

2ª tappa Giro di Norvegia
3ª tappa Giro di Norvegia
4ª tappa Giro di Norvegia
Classifica generale Giro di Norvegia
- 1993 (TVM-Bison Kit, tre vittorie)

1ª tappa Driedaagse De Panne (Harelbeke > Herzele)
15ª tappa Vuelta a España (Santo Domingo > Santander)
3ª tappa Tour of Britain (Newport > Coventry)

### Altri successi
- 1993 (TVM-Bison Kit)

Campionati norvegesi, Cronosquadre (con Morten Sæther, Jon Rangfred Hansen e Tom Pedersen)

## Piazzamenti

### Grandi Giri
- Giro d'Italia

1988: non partito (18ª tappa)
1989: 64º
- Tour de France

1986: 34º
1987: 39º
1988: 34º
1989: non partito (5ª tappa)
1990: 56º
1991: non partito (19ª tappa)
1993: 90º
1994: 50º
- Vuelta a España

1993: 48º
1994: 64º

### Classiche monumento
- Milano-Sanremo

1985: 102º
1988: 46º
1989: 53º
1990: 43º
1992: 14º
1993: 47º
1994: 49º
- Giro delle Fiandre

1987: 17º
1988: 32º
1989: 3º
1992: 34º
1993: 18º
1994: 51º
- Parigi-Roubaix

1987: 30º
1988: 33º
1991: 80º
1992: 55º
1994: 36º
- Liegi-Bastogne-Liegi

1987: 13º
1988: 29º
1989: 38º
1991: 63º
1992: 16º
1993: 60º
1994: 63º
- Giro di Lombardia

1991: 34º
1993: 62º

### Competizioni mondiali
- Campionati del mondo

Goodwood 1982 - Cronosquadre: 10º
Altenrhein 1983 - In linea Dilettanti: 16º
Barcellona 1984 - In linea Professionisti: 30º
Giavera del Montello 1985 - In linea Professionisti: 39º
Colorado Springs 1986 - In linea Professionisti: 25º
Villach 1987 - In linea Professionisti: ritirato
Ronse 1988 - In linea Professionisti: 37º
Chambéry 1989 - In linea Professionisti: ritirato
Utsunomiya 1990 - In linea Professionisti: 39º
Stoccarda 1991 - In linea Professionisti: 33º
Benidorm 1992 - In linea Professionisti: ritirato
Oslo 1993 - In linea Professionisti: 7º
Agrigento 1994 - In linea Elite: 30º
- Giochi olimpici

Los Angeles 1984 - In linea: 3º